# Nysört
Nysört (Achillea ptarmica) är en ört i familjen korgblommiga växter. Den egentliga blomställningen är en korg. Korgarna är i sin tur placerade i en gles ställning av typen kvast. De innehåller vardera ungefär 12 stycken, 5 millimeter långa, strålblommor som är grådaskigt vita till färgen och som blommar under högsommaren. 
Bladkanterna har stora något framåtriktade sågtänder med små tänder på en stor del av de stora tänderna. 
Nysört trivs bäst på öppna platser med väl fuktad jord och god tillgång på växtnäring. 
Namnet ptarmica kommer från det grekiska ordet ptairo som betyder "nysa".